# Erik Werba
Erik Werba (* 23. Mai 1918 in Baden, Niederösterreich; † 9. April 1992 in Hinterbrühl, Niederösterreich) war ein österreichischer Komponist, Hochschullehrer und Pianist.

## Leben und Wirken
Erik Werba war der Sohn des aus Graz gebürtigen Komponisten, Musikdirektors und Vizepräsidenten des 1896 gegründeten Österreichisch-ungarischen Musikerverbandes Ludwig Werba (1884–1945), der an seinem Wohnort Baden bei Wien (Brenekgasse 2) am 2. April 1945 Opfer eines  Fliegerangriffs wurde.
Nach Absolvierung des Badener Gymnasiums, 1936, besuchte Erik Werba die Akademie für Musik und darstellende Kunst sowie die Universität Wien, wo er 1940 zum Dr. phil. promoviert wurde. Werba war dann als Musikkritiker tätig und leitete nach dem Zweiten Weltkrieg die Mozartgemeinde. Neben seiner Arbeit als Musikreferent und als Mittelschullehrer spezialisierte Erik Werba sich auf das Fach Klavierbegleitung.
Die Bestellung 1940 zum außerplanmäßigen Beamten (Lehrer) zog eine politische Begutachtung nach sich, die im nationalsozialistischen Sinne zunächst positiv ausfiel. Kurz darauf erhoben jedoch Gestapo und NSDAP schwerste Bedenken gegen Werba, der insbesondere durch Unterzeichnung eines Manuskripts mit Decknamen seine politische Unzuverlässigkeit bewiesen habe.
1945 bis 1946 war Werba Kapellmeister am Stadttheater Baden, von 1949 bis 1990 war er Professor für Lied und Oratorium an der Wiener Musikakademie, von 1964 bis 1971 auch an der (1963 entstandenen) Akademie für Musik und darstellende Kunst in Graz. Über die Bestellung seines Freundes Werba berichtet der damalige Präsident der Grazer Musikakademie, Erich Marckhl, in seinen Lebenserinnerungen. Bereits einige Jahre früher hatten Marckhl und Werba Kontakt: In seiner Wiener Zeit während des NS-Diktatur war Marckhl, Mitglied der NSDAP und Fachinspektor für Musikerziehung, Werba bei dessen Einstellung im Schuldienst behilflich. Bei dem Buch, das Werba in den 1970er-Jahren über Marckhl schrieb, habe es sich nach den Worten von Marckhl um ein „Freundsstück“ gehandelt.
Internationale Bekanntheit erlangte Werba als Begleiter prominenter Sänger wie Irmgard Seefried, Christa Ludwig, Walter Berry, Kim Borg, Peter Schreier und Nicolai Gedda. In Salzburg, Gent, Stockholm, Tokio und Helsinki unterrichtete er auch Liedbegleitung. Schüler von ihm war unter anderem Irwin Gage.  
Weiters war er in den Redaktionen des Mitteilungsblattes der Mozartgemeinde „Wiener Figaro“, der „Österreichischen Musikzeitschrift“ sowie des Periodikums „Musikerziehung“ tätig. Er trat auch als Komponist von Bühnen- und Kammermusik sowie von Liedern hervor.
Erik Werba wurde auf dem Friedhof von Maria Enzersdorf zur letzten Ruhe bestattet.

## Kompositionen
- Ich bin.., für hohe Stimme und Klavier (1936)
- Neige dein Köpfchen, für hohe Stimme und Klavier (1936)
- Ich saß vor dunklem Walde, für hohe Stimme und Klavier (1936)

## Arbeiten (Auswahl)
- Roland Tenschert, —: Richard Strauss zum 85. Geburtstag. Gerlach, Wien 1949, OBV.
- — (Hrsg.): Tenor-Album aus dem Repertoire von Julius Patzak. (Musikdruck). Doblinger, Wien 1951, OBV.
- Wolfgang Amadeus Mozart, — (Hrsg.): Bariton-Baß-Album. 17 Arien, Lieder und Monologe aus Opernwerken. (Musikdruck). Doblinger, Wien 1953, OBV.
- Josef Marx, eine Studie. Österreichischer Bundesverlag, Wien 1962, OBV.
- —, Wolfgang Kraus (Hrsg.): Hugo Wolf oder Der zornige Romantiker. Molden, Wien (u. a.) 1971, OBV.
- Erich Marckhl. Lafite, Wien 1972, OBV.
- Hugo Wolf und seine Lieder. Österreichischer Bundesverlag, Wien 1984, OBV.

## Auszeichnungen
- 1960: Mozartmedaille durch die Mozartgemeinde Wien[11]